# Charbice Górne
Charbice Górne [pronunciación en polaco: /xarˈbit͡sɛ ˈɡurnɛ/] es un pueblo en el distrito administrativo de Gmina Lutomiersk, dentro del Distrito de Pabianice, Voivodato de Łódź, en el centro de Polonia. Se encuentra aproximadamente 8 kilómetros al noroeste de Lutomiersk, 24 kilómetros al noroeste de Pabianice, y 24 kilómetros al oeste de la capital regional, Łódź.